# E Bindstouw (museum)
 Denne artikel omhandler et museum. Opslagsordet har også en anden betydning, se E Bindstouw.
E Bindstouw er et lille lokalmuseum beliggende i Lysgård, syd for Viborg. Det drives af Viborg Museum og har kun åbent for offentligheden i juli og august. Bygningen har givet navn til Steen Steensen Blichers novelle "E Bindstouw" fra 1842, som foregår i Lysgård Skole omkring 1820. Selve inspirationen til novellen er kommet, mens Blicher var præst i Lysgård og Thorning fra 1819 til 1825.
Huset E Bindstouw er indrettet som på Blichers tid med skolestue og strikkestue samt skolemesterens bolig.

## Historie
Bygningen blev opført i ca. 1790 som skolefæstehus under Hald Hovedgård, og dens første fæster var murer Mogens Andersen. Det var ham, Blicher i sin fortælling kaldte for Kræn Koustrup, der var skolemester om vinteren og muremester om sommeren. Det var den første skole i Lysgård, og den fungerede frem til 1830, og det var i skolestuen, at der om aftenen blev holdt bindstouw, dvs. strikkestue, hvor der blev strikket strømper til videresalg hos de lokale hosekræmmere. 
Efter 1830 blev huset anvendt til almindelig bebyggelse frem til 1879, hvor det blev købt af Jens Murer, som brød huset ned og flyttede det et andet sted i Lysgård, nærmere bestemt til grundstykket ved Blichersvej 49. Det nedrevne hus erstattedes af det grundmurede hus, som kortvarigt i årene frem mod 1900 også havde en skolestue, og som fra 1952 og næsten helt frem til nedrivningen i 2020 fungerede som E Bindstouw-museets såkaldte kustodehus.
I 1936 stod det stråtækte hus meget forfaldent, hvilket fik Viborg og Omegns Turistforening med formand Aage Munksgaard til at købe det tidligere skolefæstehus. Tanken var at flytte bygningen til Klostermarken ved Viborg, hvor der var planer om et frilandsmuseum. Folk i Lysgård protesterede, da de mente, at skolehuset hørte til byen. Et af de bærende argumenter for at bygningen skulle forblive i byen, var den store interesse for St. St. Blicher og hans novelle ”E Bindstouw” fra 1842. Lysgård-folkene allierede sig med landspolitikere og med folk fra Nationalmuseet. En underskriftindsamling blev sat i værk. Parterne blev til sidst enige om, at E Bindstouw-huset skulle blive i Lysgård. Der nedsattes et udvalg i 1936, som fik til opgave at få huset rekonstrueret på sin gamle plads, og landsarkivar Svend Aakjær fra Viborg lovede at fremskaffe bidrag til belysning af husets udseende og dets omgivelser. Der skulle dog gå hele 16 år før E Bindstouw-huset blev genopført. Det gik bl.a. trægt med indsamlingen af penge til arbejdet. I 1939 blev huset nedrevet, og bindingsværket samt øvrige materialer anbragtes i en lade, og arkitekt Søren Vig-Nielsen blev bedt om at udfærdige tegninger til genrejsningen, bistået af Frilandsmuseet i Lyngby. Men så kom krigen, og planernes blev foreløbigt skrinlagt. 
I 1951 går man for alvor i gang med selve genopbygningen af E Bindstouw-huset, men da er nogle af materialerne forsvundet og andre er gået til, og da huset skal være lidt større end det nedrevne, for at opnå den størrelse, som det oprindelig havde, skaffedes der materialer fra en nedrevet præstgård i Vorning ved Hammershøj. Året efter stod rekonstruktionen færdig. Lørdag den 11. oktober 1952 kom gæster fra hele landet til indvielseshøjtideligheden af E Bindstouw-huset, en dato som faldt sammen med 170-års dagen for St. St. Blichers fødselsdag.
Det hævdes traditionelt, at huset blev genopført på sin oprindelige plads, endda på den oprindelige sokkel. E Bindstouw-huset står utvivlsom på sin oprindelige matrikel, men der kan være god grund til at betvivle, at huset også står præcis på sin oprindelige plads. På det ældste og ganske detaljerede matrikelkort over Lysgård fra 1796/1815 findes der ikke antydningen af en bygning, hvor E Bindstouw-huset står i dag. Derimod har matrikelkortet markeret ét hus på den aktuelle matrikel øst for kirkegården, og det hus var tydeligvis orienteret stik øst-vest med østgavlen ud mod vejen. I modsætning hertil ligger det genopførte E Bindstouw-hus fra 1952 5-10 meter længere mod vest, og med en nordvest-sydøst orientering. Årsagen er givetvis det førnævnte grundmurede hus, som blev opført på tomten efter nedrivningen af bindingsværkshuset i 1879, lå i vejen, og som fra 1952 og næsten frem til nedrivningen i 2020 tjente som kustodehus for museet. Det er dog en detalje.
Fra indvielsen i 1952 fungerede museet som en selvejende institution med en lokal bestyrelse suppleret med repræsentanter fra Historisk Samfund for Viborg Amt. Efter Kommunalreformen i 1970 blev Viborg Kommune repræsenteret i bestyrelsen. Den 1. januar 1987 overgik museet helt til Viborg Kommune og blev en afdeling under Viborg Museum.
Slots- og Kulturstyrelsen har registreret huset med Bevaringsværdi 3. Bygninger med værdier 2-4 er de bygninger, som i kraft af deres arkitektur, kulturhistorie og håndværksmæssige udførelse er fremtrædende eksempler inden for deres slags.